# Gimantis
Gimantis (лат.) — род богомолов из семейства Gonypetidae.

## Распространение
Встречается в Южной Азии и Юго-Восточной Азии.

## Описание
От близких родов отличается тем, что 1-й и 2-й наружные шипы передних бедер не сближены, а лобный склерит поперечный, гладкий, верхний край дугообразно изогнут посередине. Метазона пронотума длиннее прозоны; бока пронотума широко закруглены. Передние ноги: бедра крупные с 4 наружными шипами, расположенными на равном расстоянии, 2-й и 3-й шипы меньше двух других; передние голени с 11 наружными шипами.

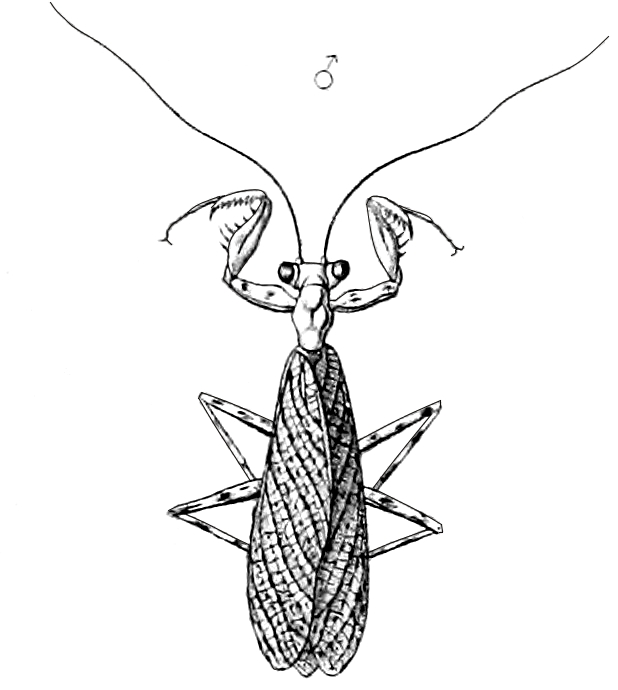
Gimantis authaemon

## Классификация
- Gimantis assamica Giglio-Tos, 1915
- Gimantis authaemon Wood-Mason, 1882
- Gimantis insularis Beier, 1937
- Gimantis marmorata Brunner, 1893